# Thomas Mitchell (skådespelare)
Thomas John Mitchell, född 11 juli 1892 i Elizabeth i New Jersey, död 17 december 1962 i Beverly Hills i Kalifornien, var en amerikansk skådespelare, dramatiker och manusförfattare. Sina mest kända roller gjorde Mitchell i filmerna Borta med vinden (1939), Diligensen (1939) och Livet är underbart (1946).

## Biografi
Mitchell föddes av irländska föräldrar. Många av hans släktingar och familjemedlemmar arbetade som journalister. Efter att ha utexaminerats från St. Patrick High School var han först verksam som journalist. År 1913 bestämde sig Mitchell för att bli skådespelare; i början av karriären turnerade han med Charles Coburn och hans Shakespeare-sällskap. Mitchell fick spela huvudrollen i flera pjäser fram till 1920-talet och han skrev alltid på något vid sidan av, vilket han ofta gjorde under sin långa karriär. En av hans pjäser, Little Accident, har filmatiserats tre gånger.
Sin första filmroll gjorde Mitchell år 1923, i filmen Six Cylinder Love. Det stora genombrottet fick han dock först år 1937 i Frank Capras film Bortom horisonten.
De följande åren medverkade han i många succéfilmer. År 1939 medverkade han i fem långfilmer, som alla blev stora succéer: Diligensen, Mr Smith i Washington, Endast änglar ha vingar, Ringaren i Notre Dame och Borta med vinden. Han är troligen bäst ihågkommen för sin roll som Gerald O'Hara i Borta med vinden, men det var för Diligensen (John Waynes genombrottsfilm) han fick en Oscar för (i kategorin Bästa manliga biroll). I sitt tacktal sa han "I didn't know I was that good".
Under 1940- och 50-talet medverkade Mitchell i varierade produktioner, som Stormdriven (1942), Himmelrikets nycklar (1944) och Sheriffen (1952). År 1953 blev Mitchell den förste skådespelaren som vann både en Oscar, en Emmy och en Tony. Han är en av ett fåtal som tilldelats alla dessa tre priser. Under återstoden av 50-talet och början av 60-talet tog Mitchell i stort sett bara roller i olika TV-produktioner.
Thomas Mitchell dog av skelettcancer 1962. Han kremerades och hans aska förvaras i Chapel of the Pines Crematory i Los Angeles. Han har två stjärnor på Hollywood Walk of Fame.

## Filmografi
- 1923 – Six Cylinder Love
- 1936 – Theodora leker med elden
- 1936 – Äventyr i Manhattan
- 1936 – Beräknande fruar
- 1937 – Bortom horisonten
- 1937 – Orkanen
- 1937 – Skymning
- 1937 – När man är kär
- 1939 – Borta med vinden
- 1939 – Diligensen
- 1939 – Mr. Smith i Washington
- 1939 – Ringaren i Notre Dame
- 1939 – Endast änglar ha vingar
- 1940 – Den långa resan hem
- 1940 – Änglar över Broadway
- 1940 – Skeppsbrott på den öde ön
- 1941 – Ljuset bortom dimman
- 1942 – I skuggan av katedralen
- 1942 – Den svarta svanen
- 1942 – Sången till Söderhavet
- 1942 – Manhattan
- 1942 – Stormdriven
- 1943 – Bataanpatrullen
- 1943 – Den laglöse
- 1943 – Den odödliga sergeanten
- 1943 – Bortom alla gränser
- 1944 – Himmelrikets nycklar
- 1944 – Mörka vatten
- 1944 – Wilson
- 1944 – Buffalo Bill
- 1944 – De tappra Sullivans
- 1945 – Äventyr
- 1946 – Livet är underbart
- 1946 – Den mörka spegeln
- 1947 – Den förtrollade ön
- 1948 – Silverfloden
- 1949 – Lek med döden
- 1949 – Alias Nick Beal
- 1952 – Sheriffen
- 1954 – Inkas hemlighet
- 1955–1956 – The Star and the Story (TV-serie)
- 1956 – Det femte offret
- 1957 – The O. Henry Playhouse (TV-serie)
- 1958 – Strängt personligt
- 1960 – För ung att älska
- 1961 – Fickan full av flax
- 1961 – Besatt av kärlek